# Отто Кайзер
Отто Кайзер (нім. Otto Kaiser; 8 травня 1901 — 7 червня 1977) — австрійський фігурист, олімпійський медаліст.

## Виступи на Олімпіадах
| Олімпіада        | Дисципліна    | Місце |
| ---------------- | ------------- | ----- |
| Санкт-Моріц 1928 | парне катання | 2     |